# ایان اتکینز
ایان اتکینز (انگلیسی: Ian Atkins؛ زادهٔ ۱۶ ژانویهٔ ۱۹۵۷) بازیکن فوتبال اهل بریتانیا است.
از باشگاه‌هایی که در آن بازی کرده‌است می‌توان به باشگاه فوتبال کمبریج یونایتد، باشگاه فوتبال دونکستر راورز، باشگاه فوتبال کولچستر یونایتد، باشگاه فوتبال ایپسویچ تاون، باشگاه فوتبال اورتون، باشگاه فوتبال بیرمنگام سیتی، باشگاه فوتبال ساندرلند، و باشگاه فوتبال شروزبری تاون اشاره کرد.